# Tomoki Ikemoto
Tomoki Ikemoto (池元 友樹 Ikemoto Tomoki?, nacido el 27 de marzo de 1985 en Kitakyushu, Fukuoka) es un futbolista japonés que se desempeña como delantero.

## Trayectoria

### Clubes
| Club                | País  | Año         |
| ------------------- | ----- | ----------- |
| New Wave Kitakyushu | Japón | 2005 - 2006 |
| FC Gifu             | Japón | 2006        |
| Kashiwa Reysol      | Japón | 2007        |
| Yokohama FC         | Japón | 2008 - 2009 |
| Giravanz Kitakyushu | Japón | 2010 - 2014 |
| Matsumoto Yamaga FC | Japón | 2015        |
| Giravanz Kitakyushu | Japón | 2016 -      |

## Estadística de carrera

### J. League
| Club                | Año   | J. League | J. League | Copa J. League | Copa J. League | Total | Total |
| Club                | Año   | Part.     | Goles     | Part.          | Goles          | Part. | Goles |
| ------------------- | ----- | --------- | --------- | -------------- | -------------- | ----- | ----- |
| Kashiwa Reysol      | 2007  | 1         | 0         | 1              | 0              | 2     | 0     |
| Yokohama FC         | 2008  | 32        | 7         | -              | -              | 32    | 7     |
| Yokohama FC         | 2009  | 40        | 4         | -              | -              | 40    | 4     |
| Giravanz Kitakyushu | 2010  | 31        | 2         | -              | -              | 31    | 2     |
| Giravanz Kitakyushu | 2011  | 36        | 10        | -              | -              | 36    | 10    |
| Giravanz Kitakyushu | 2012  | 34        | 7         | -              | -              | 34    | 7     |
| Giravanz Kitakyushu | 2013  | 29        | 7         | -              | -              | 29    | 7     |
| Giravanz Kitakyushu | 2014  | 42        | 15        | -              | -              | 42    | 15    |
| Matsumoto Yamaga FC | 2015  | 8         | 1         | 4              | 1              | 12    | 2     |
| Giravanz Kitakyushu | 2016  | 25        | 6         | -              | -              | 25    | 6     |
| Giravanz Kitakyushu | 2017  | 32        | 16        | -              | -              | 32    | 16    |
| Total               | Total | 310       | 75        | 5              | 1              | 315   | 76    |